# Schmidtnielsenia nielseni
Schmidtnielsenia nielseni är en fjärilsart som beskrevs av Povolny 1987. Schmidtnielsenia nielseni ingår i släktet Schmidtnielsenia och familjen stävmalar. Inga underarter finns listade i Catalogue of Life.